# Prosenik
 Prosenik  falu Horvátországban Krapina-Zagorje megyében. Közigazgatásilag Tuheljhez tartozik.

## Fekvése
Zágrábtól 40 km-re, községközpontjától  3 km-re északnyugatra a Horvát Zagorje északnyugati részén fekszik.

## Története
A településnek 1857-ben 395, 1910-ben 579 lakosa volt. Trianonig Varasd vármegye Klanjeci járásához tartozott. A településnek 2001-ben 228 lakosa volt.

## Külső hivatkozások
Tuhelj község hivatalos oldala